# Romani auvergnat
Pour les articles homonymes, voir Auvergnat (homonymie).
Le romani auvergnat ou romani d'Auvergne est un dialecte du sintikés, lui-même variante du romani, langue indo-aryenne parlée par les populations Sintés (Manouches) d'Auvergne.
L'étude du manouche d'Auvergne est en très grande partie due à Joseph Valet, à la fois rachaï des Manouches d'Auvergne et linguiste.

## Présentation

### Histoire
Le dialecte romani auvergnat s'insère dans la grande diversité des populations roms de France.
Le dialecte s'est développé en plusieurs étapes. L'arrivée des premières populations roms en Occident s'est effectuée à partir du XVe siècle, mais une seconde migration a lieu en Auvergne au XIXe siècle avec l'arrivée de manouches originaires d'Alsace,.
Le romani auvergnat provient du mélange de ces deux parlers romanis dont le second est fortement germanisé à cause de ses origines alsaciennes.
Une influence de langue germanique supplémentaire s'ajoute à cela avec les apports de la langue yéniche, due aux unions fréquentes entre populations manouches et yéniches, phénomène très présent dans le Puy-de-Dôme depuis au moins le début du XXe siècle.
L'aire géographique du dialecte romani auvergnat comprend l'Auvergne mais également quelques régions autour comme les parlers romanis de la Creuse voisine. Comme le signale Joseph Valet, le reste du Limousin parle un autre dialecte sinté, le « hesi ».

### Études

#### Travaux de Joseph Valet
Le dialecte romani d'Auvergne a été étudié par le prêtre catholique Joseph Valet, à la fois ethnographe et linguiste, qui a vécu une grande partie de sa vie aux côtés des sintés de la région clermontoise,.
Ce dernier était leur rachaï, c'est-à-dire « homme de prières »,. Ce dernier relève leur parler, vocabulaire, chansons, mais aussi leurs histoires. Il établit et publie en 1984 une grammaire du romani auvergnat. Le père Valet est aujourd'hui un des principaux spécialistes français du romani et ses travaux sont des références pour la langue romani à l'échelle de la France entière,,.

### Exemples de vocabulaire
- čāvo : garçon.
- niglo : hérisson.
- markáu : remarque.
- Štal : acier.
- Vin : Vent.
- Dat : Père.
- Dej : Mère.
- Pen : Sœur.
- Yalo : Cru, fruit vert ; expression pour mal dégrossi[21].

#### Recherches (généralités)
- Bénédicte Bonnemason, Analyse comparatiste et typologique des récits (contes et récits légendaires) recueillis par Joseph Valet auprès de groupes familiaux manouches installés en Auvergne dans le premier tiers du XXe siècle, Toulouse, 2023 (HAL hal-04012068v1, lire en ligne).
- Bénédicte Bonnemason, Jean-Pierre Cavaillé, « « Džijás dur i mérepén » : « Il y a eu un meurtre ». Présentation d’une version manouche du conte‑type La Bête à sept têtes (T. 300) recueillie en 2018 en Creuse », Cahiers de Littérature Orale, Paris, Institut national des langues et civilisations orientales, vol. 85 « Éclats de paroles »,‎ 2019, p. 163-182 (lire en ligne).
- Lise Foisneau, « « Quelle grandeur, le Patrick ! » Paroles d’amitié chez les Manouches d’Auvergne », Ethnologie française, Paris, Presses universitaires de France, vol. 51,‎ 2021, p. 653-663 (ISSN 0046-2616, HAL hal-03480846v1, lire en ligne).
- Collectif, Langues et cité. La langue (r)romani, vol. 9, Paris, Délégation générale à la langue française et aux langues de France - Observatoire des pratiques linguistiques (Ministère de la Culture (France)), 2007 (lire en ligne).
- Ilsen About, « Ancrages et circulations. La diversité des sociétés romani-tsiganes en France au début du XXe siècle », Diasporas. Circulations, migrations, histoire, Toulouse, Presses universitaires du Midi,‎ 2018, p. 35-50 (ISSN 2431-1472, lire en ligne).

#### Travaux et ouvrages de Joseph Valet
Publications linguistiques
- Joseph Valet, Grammaire du Manouche tel qu’on le parle en Auvergne, Clermont-Ferrand, 1984 (HAL hal-03897644, lire en ligne).
- Joseph Valet, Vocabulaire des Manouches d'Auvergne, Clermont-Ferrand, 1986 (HAL hal-03881791, lire en ligne)
- Joseph Valet, Cours de ”manouche” et textes didactiques sur l’origine de la langue, Clermont-Ferrand, 1990 (HAL hal-03882245v1, lire en ligne).

Enregistrements de patrimoine oral et écrit (contes, histoires, légendes)
- Joseph Valet, Contes manouches : recueil et traductions, vol. 1 (1988), vol. 2 (1991), vol. 3 (1994), Clermont-Ferrand.
- Joseph Valet, « O Divio Gadžo » [« Le Gadžo sauvage »], Études tsiganes, Fédération nationale des associations solidaires d’action avec les Tsiganes et les Gens du voyage (FNASAT),‎ 1975, p. 1-4 (ISSN 0014-2247, lire en ligne).
- Joseph Valet, « Me am trin nebūdi » [« Nous sommes trois cousins... »], Études tsiganes, Fédération nationale des associations solidaires d’action avec les Tsiganes et les Gens du voyage (FNASAT),‎ 1972, p. 1-2 (ISSN 0014-2247, lire en ligne).